# إيف كوري
إيف كوري (بالفرنسية: Ève Curie)‏ (6 ديسمبر 1904 - 22 أكتوبر 2007)، كاتبة فرنسية. من مواليد باريس بفرنسا وكانت مستشارة للأمين العام لحلف الناتو.

## حياتها
كانت إيف كوري ابنة الفيزيائية ماري كوري والفيزيائي الفرنسي بيار كوري. بعد وفاة والدتها كتبت كتابا تصف فيه سيرة ماري كوري. هذا الكتاب تم نشره بعدة لغات عالمية.
في عام 1954 تزوجت من الديبلوماسي الأمريكي هنري لابويسي.
توفيت إيف كوري في 22 أكتوبر 2007 في مدينة نيويورك بالولايات المتحدة الأمريكية عن عمر ناهز 103 عاماً.

## روابط خارجية
- إيف كوري على موقع IMDb (الإنجليزية)
- إيف كوري على موقع الموسوعة البريطانية (الإنجليزية)
- إيف كوري على موقع أول موفي (الإنجليزية)
- إيف كوري على موقع قاعدة بيانات الأفلام السويدية (السويدية)
- إيف كوري على موقع قاعدة بيانات الفيلم (الإنجليزية)
- إيف كوري على موقع كينوبويسك (الروسية)